# 사무라이 반란
사무라이 반란(上意討ち 拝領妻始末, Samurai Rebellion)은 일본에서 제작된 고바야시 마사키 감독의 1967년 드라마 영화이다. 미후네 도시로 등이 주연으로 출연하였고 미후네 도시로 등이 제작에 참여하였다.

## 출연

### 주연
- 미후네 도시로
- 츠카사 요코

### 조연
- 카토 타케시
- 에하라 타츠요시
- 이치하라 에츠코
- 야마가타 이사오
- 나카다이 타츠야
- 코우야마 시게루
- 오츠카 미치코
- 마츠무라 타츠오
- 미시마 마사오
- 하마무라 준
- 야마다 에미
- 사사키 타카마루
- 후쿠하라 히데오
- 카와지리 노리코
- 코바야시 테츠코
- 야마오카 히사마
- 히토 토모코
- 아오키 요시오

## 제작진
- 원작자: 타키구치 야스히코
- 미술: 무라키 요시로